# Diasporní církev
Diasporní církev je označení pro církevní společenství, které působí mimo své původní geografické a kulturní centrum, obvykle v prostředí s odlišnou dominantní náboženskou tradicí. Vzniká v rámci diaspory – rozptýlení věřících mimo území, kde je jejich církev většinová či tradičně zakořeněná.

## Pojem diaspora
Slovo diaspora pochází z řeckého διασπορά (diaspora – „rozptýlení, setí“). V náboženském kontextu označuje skupiny věřících, které žijí mimo svou původní domovinu nebo mimo region, kde je jejich víra dominantní, a přesto zachovávají náboženskou identitu, liturgii a organizační vazby na mateřskou církev.

## Diasporní církev v křesťanství
V křesťanském prostředí se pojem používá pro:
- Migrantské komunity věřících, kteří si zakládají farnosti či sbory v nových zemích.
- Menšinové církve působící v prostředí, kde převládá jiná křesťanská tradice.
- Speciální církevní struktury (např. eparchie, diecéze, seniorát) zřizované pro věřící v diaspoře.

### Diaspora evangelických církví v katolickém prostředí
V zemích s historicky dominantní katolickou tradicí (např. jižní Evropa, Latinská Amerika, střední Evropa) fungují evangelické církve často v diasporním postavení:
- Historicky – po reformaci 16. století v katolických zemích přežívaly evangelické menšiny, často pod právními omezeními.[1]
- Současnost – evangelické sbory v převážně katolických zemích tvoří početní menšinu, ale udržují vlastní bohoslužebný řád, teologické důrazy a vazby na mezinárodní společenství (např. Světová luterská federace, Světová aliance reformovaných církví).

## Postavení vybraných církví na území České republiky

### Církev československá husitská(CČSH)
- Založena roku 1920 v Československu jako reformní hnutí uvnitř katolické církve, inspirované husitskou tradicí a modernistickými reformními proudy.
- V meziválečném období tvořila významnou část obyvatelstva (až kolem 10 %), ale nikdy nebyla většinovou církví v rámci celé populace.
- Po roce 1989 má menšinové postavení (cca 0,3 % populace podle Sčítání lidu 2021[2]) a působí v prostředí, kde dominuje římskokatolická církev. Z pohledu sociologického lze CČSH považovat za národní, ale současně diasporní církev, pokud se její jednotlivé náboženské obce nacházejí v oblastech s velmi malou koncentrací členů.

### Českobratrská církev evangelická(ČCE)
- Vznikla v roce 1918 sloučením evangelické církve helvetského a augsburského vyznání v českých zemích.
- Navazuje na reformační tradici Jednoty bratrské a na protestantské proudy v českých zemích.
- Je výrazně menšinová (cca 0,2 % populace[2]) a její sbory jsou rozmístěny v celé republice, přičemž většinou fungují jako diasporní sbory v silně katolických nebo sekularizovaných regionech.

### Další evangelické církve
- Patří sem např. Evangelická církev metodistická, Bratrská jednota baptistů, Slezská církev evangelická augsburského vyznání.
- Tyto církve mají často regionálně omezené jádro (např. slezská církev v Těšínsku) a jinde fungují čistě diasporicky – sbor může mít jen několik desítek členů v širokém okolí.
- Všechny tyto církve působí v prostředí, kde je římskokatolická církev historicky dominantní a kde náboženská příslušnost obecně klesá.

## Charakteristiky diasporního postavení v ČR
- Nízká koncentrace členů vede k velkým územním obvodům farností nebo sborů.
- Silný důraz na mezisborovou spolupráci a ekumenické aktivity.
- Potřeba zachovávat vlastní tradice a bohoslužebný jazyk (u některých církví i cizojazyčné bohoslužby pro zahraniční členy).
- Misijní činnost a společenská služba jsou zaměřeny na menšinové postavení v rámci sekularizované a převážně katolické kultury.